# Tsalka
Tsalka (en géorgien წალკა, en arménien Ծալկա, en grec Τσάλκα) est une petite ville du sud de la Géorgie, dans la région de Basse Kartlie.
Au recensement de 2002, elle comptait 20 888 habitants, dont 11 484 Arméniens (55%), 4 589 Grecs (22%) et 2 510 Géorgiens (12%).

## Littérature
Dans la nouvelle « L'éternel Retour », Sylvain Tesson raconte l'histoire d'un homme qui réussit à faire asphalter la route menant de Tsalka à Batoumi pour réduire de six heures à une seule le temps requis pour aller de l'une à l'autre, sortant ainsi le petit village montagnard de son isolement complet. 